# Dalstjärnet (Steneby socken, Dalsland)
Dalstjärnet är en sjö i Bengtsfors kommun i Dalsland och ingår i Göta älvs huvudavrinningsområde.